# فادي (اسم)
فادي هو اسم علم شخصي مذكر عربي ومعناه الذي يفدي، وهو اسم مقدس عند المسيحيين ويشير إلى المسيح الذي حسب اعتقاداتهم فدى البشرية بدمه. يعتبر من الأسماء المنتشرة في العالم العربي.

## الشخصيات
- فادي الحسيني دبلوماسي ومؤرخ فلسطيني
- فادي الرفاعي ممثل لبناني
- فادي إبراهيم ممثل لبناني
- فادي الشامي ممثل سوري
- فادي حداد مخرج لبناني
- فادي أندراوس مغني فلسطيني لبناني
- فادي أفرام سياسي لبناني
- فادي السلامين مدون وسياسي فلسطيني
- فادي خفاجة ممثل مصري
- فادي زغيب ممثل ومخرج سوري
- فادي زيدان لاعب كرة قدم فلسطيني
- فادي شحادة رجل أعمال أمريكي لبناني
- فادي صبيح ممثل سوري
- فادي عبود رجل أعمال وسياسي لبناني
- فادي عوض لاعب كرة قدم أردني
- فادي غندور رجل أعمال أردني
- فادي قوشقجي روائي سوري
- فادي كارات مغني سوري
- فادي لافي لاعب كرة قدم فلسطيني
- فادي معلوف مغني ألماني لبناني
- فادي يازجي رسام ونحات سوري